# Gentile Bellini
Pour les articles homonymes, voir Bellini.
Gentile Bellini est un peintre italien de la première Renaissance de l'école vénitienne, né en 1429 à Venise d’une famille de la noblesse Italienne, probablement l'aîné de deux frères. Il meurt le 23 février 1507.

## Biographie

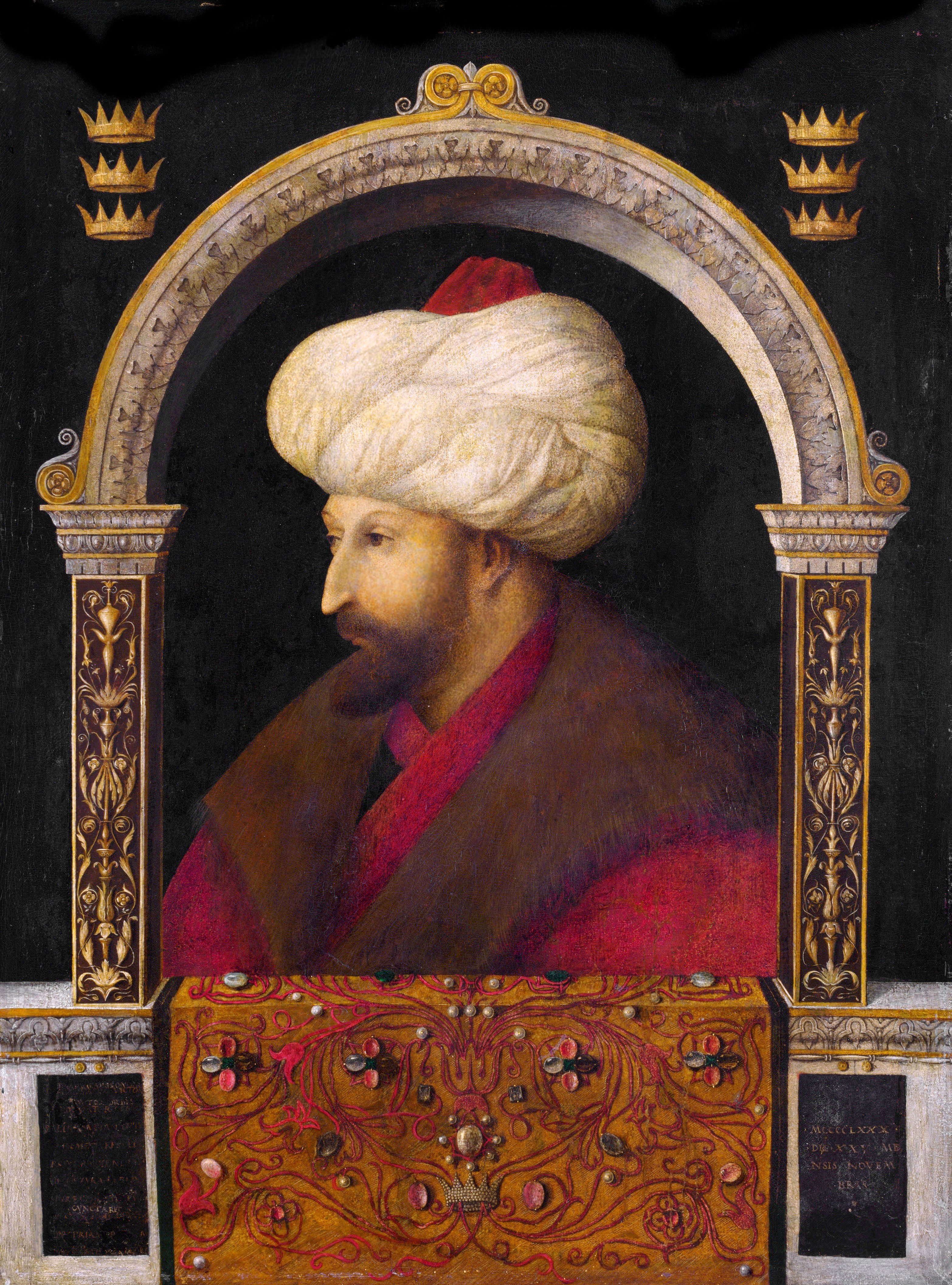
Portrait de Mehmed II par Gentile Bellini (1479).

Contrairement à son frère Giovanni, ce n’est pas dans l’invention que Gentile Bellini donne suite à son œuvre mais dans le réalisme descriptif. Il peint les grandes fêtes de Venise et les portraits de doges.
Le portrait de Mehmed II signé par Bellini rappelle qu’il se rendit à Constantinople en 1479, lorsque la paix est signée entre la république de Venise et l'Empire ottoman.
Une fois revenu dans sa ville natale, il met à l’épreuve son talent de portraitiste dans de grandes toiles à nombreux personnages qui lui valent plus tard la célébrité.
Après l’incendie de 1577, qui détruit toutes les compositions historiques qu’il avait peintes avec son frère Giovanni au palais des Doges, on a gardé le cycle qui décorait la Scuola di San Giovanni Evangelista. De ces peintures, représentant les miracles opérés par une relique de la Croix, trois sont de Gentile, les autres de Giovanni Mansueti, Lazzaro Bastiani et Vittore Carpaccio. Beaucoup de détails de la vie vénitienne y sont illustrés avec une exactitude qui n’exclut pas la poésie. Dans le Miracle de la relique de la Croix au pont San Lorenzo, il représente cet événement comme un spectacle fabuleux et divertissant.
Dans les premières années du XVIe siècle, Gentile reçoit la commande d’un ensemble de ce genre destiné à la Scuola Grande di San Marco. Pour évoquer l’Orient dans la Prédication de Saint Marc à Alexandrie, il utilise ses carnets de dessins rapportés de son voyage à Constantinople.

## Œuvres
- La Vierge et l'Enfant avec des donateurs, 1460, Gemäldegalerie, Berlin. (Référence à chercher)
- Le Cardinal Bessarion et deux frères de la Scuola della Carità de Venise, 1460, porte de tabernacle pour un reliquaire, 102,5 × 37 cm, Kunsthistorisches Museum, Vienne[1]
- Le Bienheureux Laurent Justinien, 1465, tempera sur toile, Gallerie dell'Accademia de Venise
- Portrait de Jean-François de Gonzague (1395-1444), probablement post-mortem, panneau 62 × 48 cm, Académie Carrara, Bergame[2]
- Portrait de Mehmed II, vers 1480, National Gallery de Londres.
- Portrait du Doge Giovanni Mocenigo, entre 1478 et 1485, Musée Correr, Venise
- Portrait de Catherine Cornaro reine de Chypre[3], 1500, toile, 63 × 49 cm Musée des Beaux-Arts de Budapest conservé au Musée des Beaux-Arts de Budapest.

Œuvres provenant de la Scuola Grande di San Marco et conservées à la Gallerie dell'Accademia de Venise
- Procession sur la Place Saint-Marc, 1496, toile, 367 × 745 cm,
- Miracle de la relique de la Croix au pont San Lorenzo[4], 1500, toile, 323 × 430 cm
- La Guérison de Pietro de' Ludovici[5], 1501, toile, 369 × 259 cm

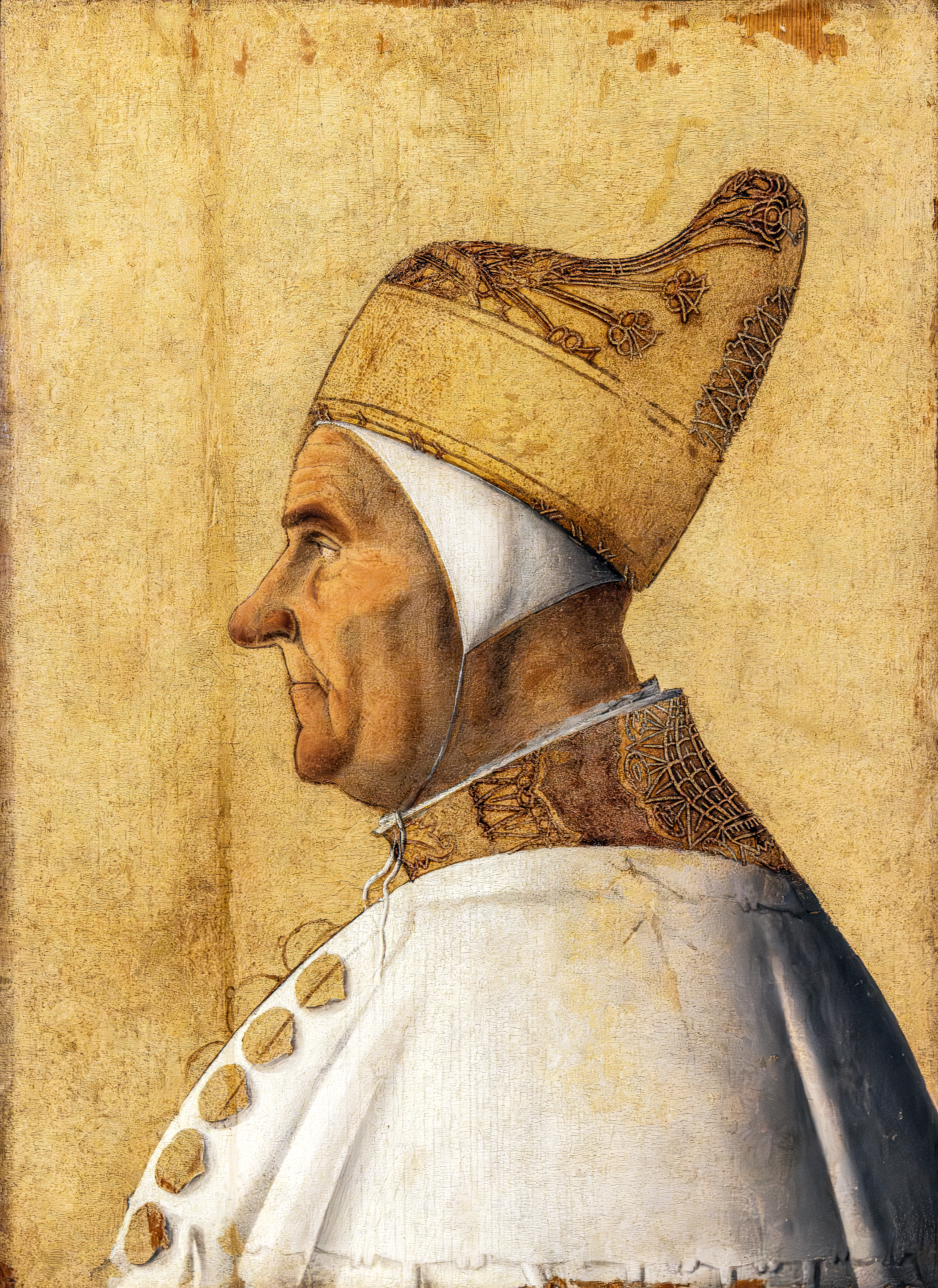
Portrait du Doge Giovanni MocenigoMusée Correr
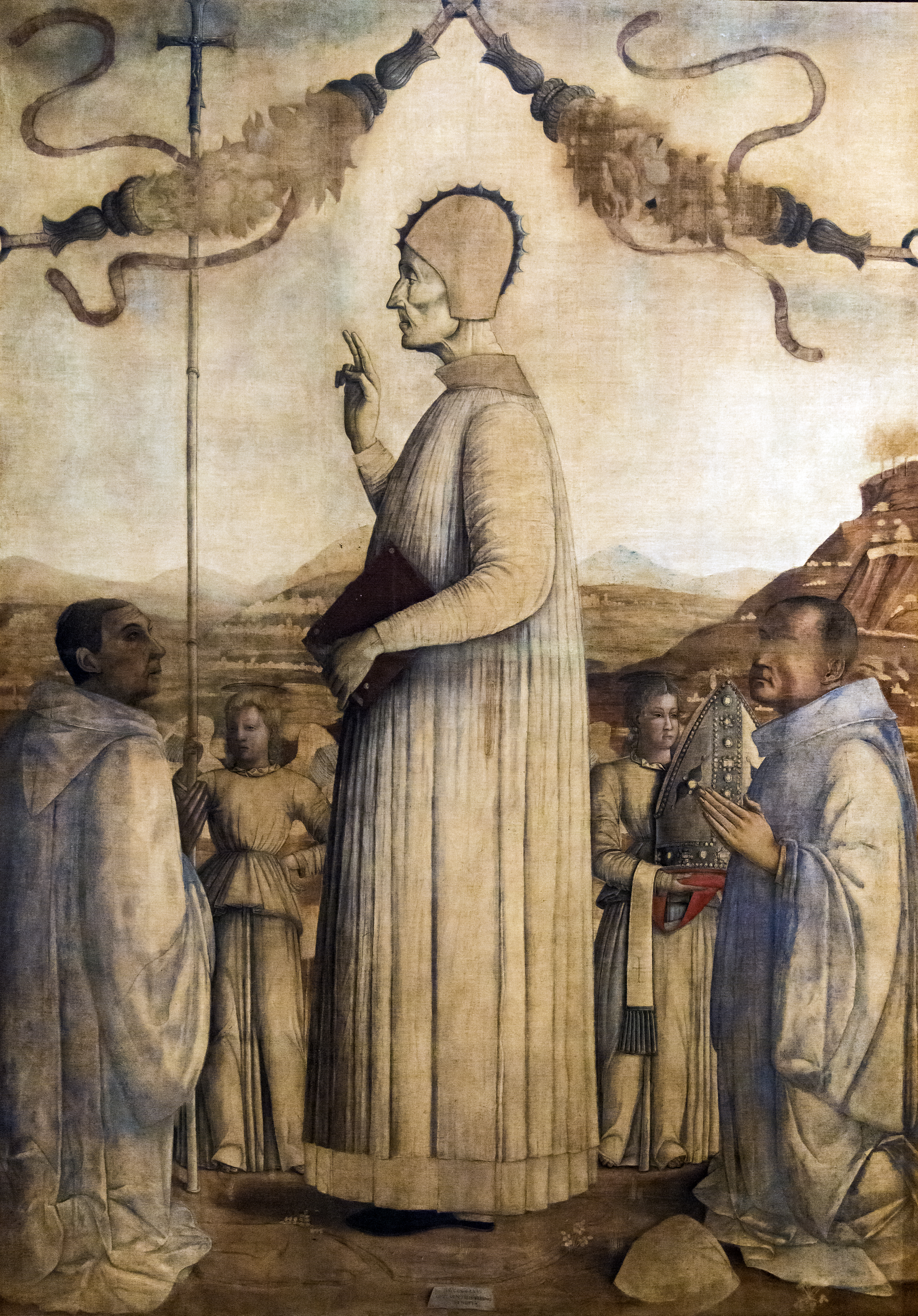
Lorenzo Giustiniani Gallerie dell'Accademia de Venise
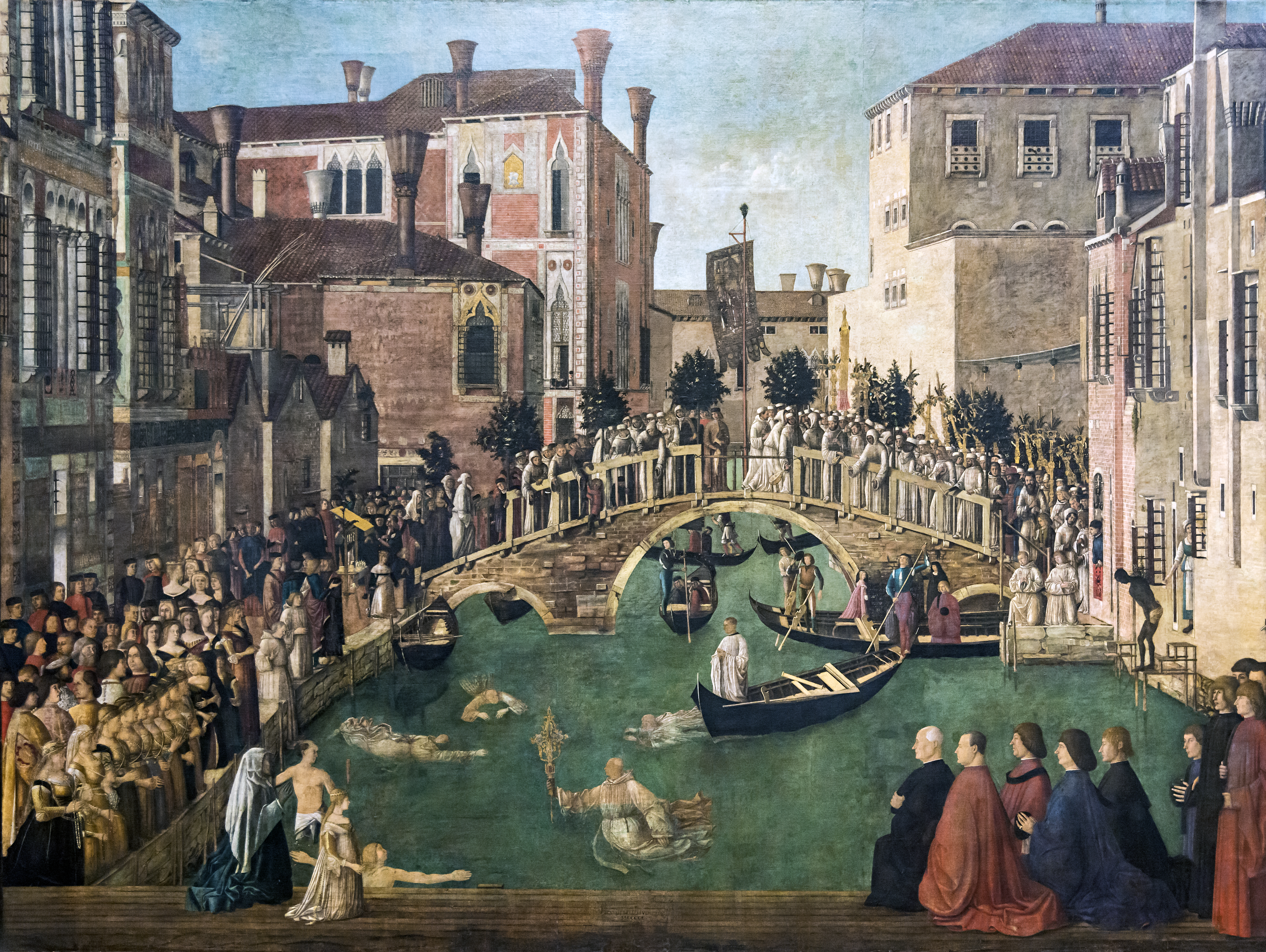
Miracle de la Croix au pont de San Lorenzo Gallerie dell'Accademia de Venise
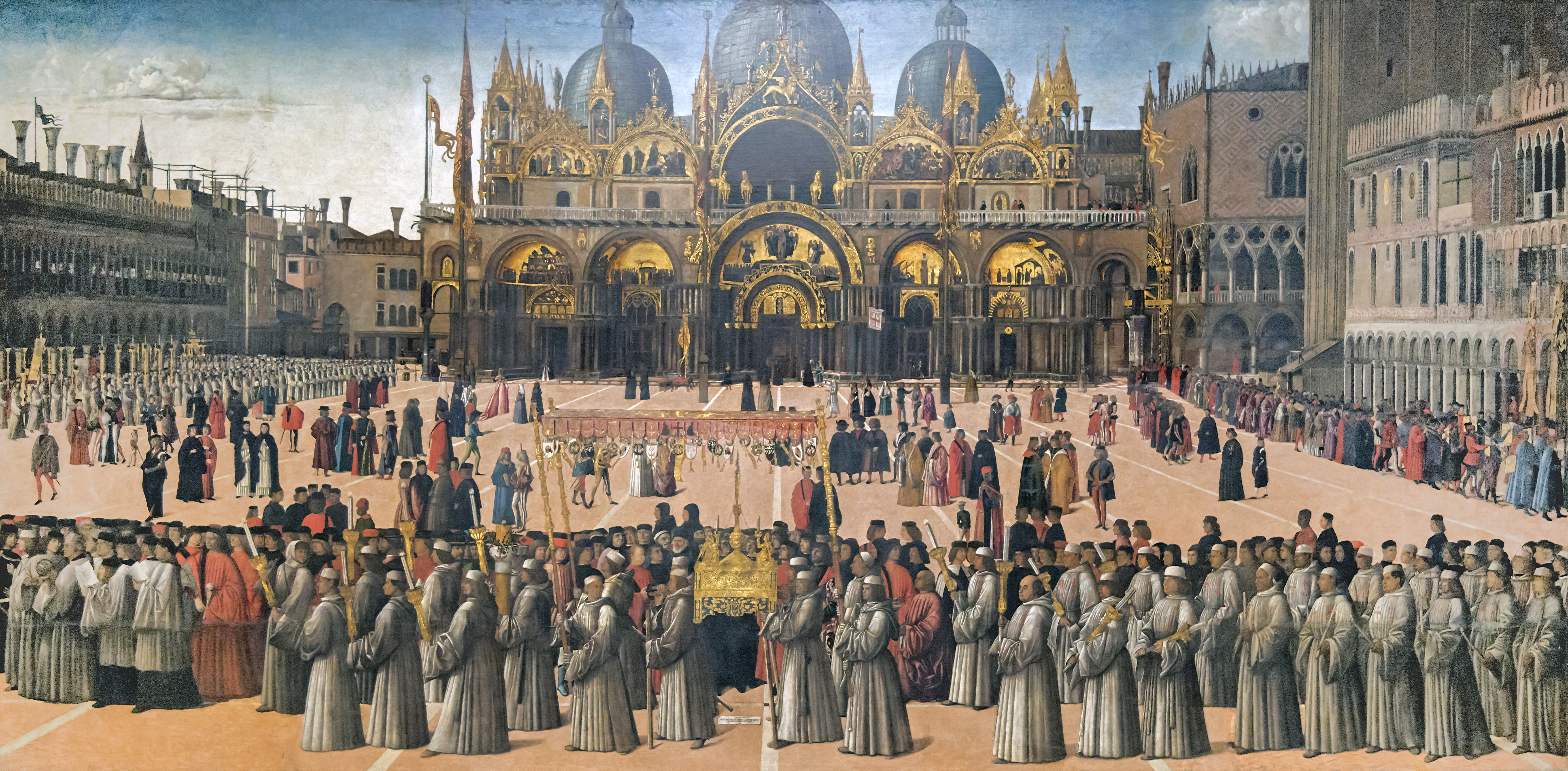
Procession sur la place Saint-Marc, 1496 Gallerie dell'Accademia de Venise